# Kred
Kred je naselje v Breginjskem kotu v Občini Kobarid. 

## Zgodovina
Kred je bil z okolico naseljen že v prazgodovini, kar izpričujejo najdbe iz Pelerinčeve jame, v Laščah in na Deru in okrog cerkve sv. Volarja. 
Posestniki vasi so bili v srednjem veku koroški fevdalci, škofija iz Bamberga na Nemškem (l. 1290 in 1312), Goriški grofje in samostan v Rožacu, ki je po prepisu vira iz 16. stoletja prejel leta 1086 posest v vasi od Henrika, brata oglejskega patriarha. Rožaški samostan je l. 1323 prejel od viteza Henrika iz Gorice tudi dvajset kmetij, dvor in ribiče v Kredu. Dvor se je takrat imenovalo središče manjših gospodarskih enot, h kateremu je spadalo določeno število kmetij.
V 13. in 14. stoletju je imel v vasi fevdno posest tudi oglejski patriah. Po urbarju iz l. 1624 je bilo v vasi 11 kmetij in en kajžar podložnih samostanu v Rožacu, cerkvi sv. Nikolaja in družini Zucco iz Kobarida. V urbar tolminskega gospostva so bili dolžni dajatev za sečnjo in pašo na Miji, v bližini beneške meje (2 renska goldinarja in 9 krajcarjev). Duhovno oblast in pravico do desetine je imel čedajski kapitel (vsaka kmetija po tri tržne mere pšenice, ječmena in ovsa letno in 2 solda za lan).
Leta 1420 je ozemlje Oglejskega patriarhata pripadlo Beneški republiki, po smrti zadnjega goriškega grofa l. 1500 in habsburško-beneških vojnah pa Habsburžanom. Vojna, potres leta 1511, meja, ki je prekinila trgovino in tudi onemogočila stike s prebivalci beneških vasi ter onemogočila tradicionalna romanja na Staro goro, in višje dajatve (primščina ob spremembi lastništva, ki je znašala desetino vrednosti kmetije, pod Benečani pa le koštruna in nekaj soldov) so povzročili, da so kmetje začeli odpovedovati pokorščino svojemu gospodu in zahtevali od njega, da se drži stare pravde.

### Kmečki upor sredi 16. stoletja
Leta 1513 so kmetje iz vasi Kred, Sužid in Potoki sklenili kmečko zvezo in javno razglasili, da ne priznajo nad seboj nobene oblasti, najsi bo beneška ali avstrijska. Oboroženi hlapci zastavnega imetnika tolminskega gospostva Mihaela Neuhauserja so hotelu vaškemu županu odvzeti par volov, vendar so se jim vaščani postavili v bran z orožjem in jih nagnali. Neuhauser je nato okrepil vojaško posadko na gradu in upor zatrl. Voditelj Mavro Sprudnik je bil ujet in obešen v vasi Sužid, posledično pa so zaradi upora morali kmetje plačati visoke denarne kazni (po 4 dukate na kmetijo). Posebna deželnoknežja komisija, ki je l. 1524 preiskovala upor, je za glavnega krivca razglasila Neuhauserja, kmete pa pohvalila, ker so kljub hudi preizkušnji ostali zvesti cesarju.

### Pravda z Benečani zaradi posestev na Miji
Takoj po spremembi oblasti je prišlo tudi do mejnih sporov z Benečani zaradi paše in drvarjenja na Miji. Krejci so skupaj s Sejani in Borjanci začeli že l. 1506 veliko pravdo z Benečani, vendar je sodnija v Vidmu l. 1508 salomonsko odločila, da imajo oboji pravico do skupne paše in sekanja drv po vsej Miji. Vložek o tem sporu je ostal zabeležen tudi v sklenitvi wormskega miru l. 1521. Kljub temu so se mejni spori vlekli skozi 16. in 17. stoletje, vrh pa so dosegli l. 1749, ko so Benečani zaplenili Krejcem 120 glav živine, in je cesarica Marija Terezija poslala tolminskemu grofu ukaz, naj skuša zaplenjeno živino dobiti nazaj po mirni poti. Če to ne bi bilo mogoče, naj poroča o tem vladi, ki bo poslala na beneško mejo vojake. K sreči je tolminskemu grofu Johanu Ignacu Coroniniju uspelo spor rešiti po mirni poti, njeno cesarsko veličanstvo pa se je le osebno seznanilo z vasjo (dorf Creda). Meja, ki jo je Napoleon l. 1807 določil kot mejo med Avstrijskim cesarstvom in Kraljevino Italijo se ni ozirala na hišne številke v Kredu, saj je vas Robič dodelila Avstrijcem.

### Prva svetovna vojna
Med prvo svetovno vojno je bil Kred pod italijansko zasedbo že od prvega dne izbruha sovražnosti, 24. 5. 1915, do preboja fronte 25. 10. 1917. Župnik se je moral izseliti iz župnišča, kjer se je nastanil generalštab IV. korpusa pod poveljstvom gen. Cavaciocchija. Korpus je operiral na delu soške fronte, od Rombona čez Polovnik in Krn do Mrzlega vrha. V vasi in okolici je bila nastanjena 34. italijanska divizija. Dan pred prebojem fronte, 24. 10. 1917, je Kred obiskal vrhovni komandant italijanske vojske kralj Viktor Emanuel III (Vittorio Emanuele III). Kar je videl in zvedel, je bil le lepši del poraznega položaja in razočaran se je obrnil in se odpeljal proti Čedadu. Naslednji dan so enote 12. nemške divizije že korakale mimo Kobarida proti doline reke Nadiže.

### Krajevne bajke in legende
Med ljudstvom se je ohranila pripoved o turškem napadu in o hudi bitki na krejskem polju (verjetno ok. l. 1478). Vaščani so Turke nagnali na poplavljeni in zaledeneli Lapoč (barje), kjer je turškim konjem in Turkom v opankah drselo, naši ljudje pa so se z derezami na nogah hitro premikali in prebadali sovražnika z vilami ter s kosami kosili njihove glave kot seno. Tisti, ki so se rešili so se zakleli: »Nikoli več ne pridemo v ta kraj, imajo železne roke in noge!«

## Lokalna uprava in šolstvo
Od leta 1850 do 1866 je bil v Kredu urad davčne uprave v okviru občine Kobarid, od leta 1866 do 1928 pa sedež občine Kred. Leta 1853 je bila ustanovljena ljudska šola, ki je delovala do ukinitve osnovne šole l. 1973. Stavba šole, ki je bila sezidana l. 1893, je bila porušena po potresu l. 1976.

## Življenje v vasi
Pred prvo svetovno vojno je bilo v vasi razgibano prosvetno življenje. Prirejali so balete (plese) v baraki pri kraju vasi. V Kredu je delovalo »Katoliško izobraževalno društvo, ki ga je vodil Vinko Aljančič. S prostovoljnim delom so uredili dvorano, nastopali s pevskim zborom, tamburaškim orkestrom in gledališkimi igrami. Opremili so tudi knjižnico. Poleg društva, ki je bilo razpuščeno l. 1927, je v Kredu delovala še podružnica Ciril Metodove družbe. Včasih je bilo posebno živahno v vasi ob pustu. Začeli so ga praznovati strici, ki so tulili z rogovi, igrali kolo in uganjali razne burke (stricev pust). Stricem se je nato pridružila vsa vas in pust je trajal tri dni, dokler ga niso pokopali.
V vasi je RTV Ljubljana posnela televizijsko dramo o kaplanu Martinu Čedermacu. Tako se je na filmskem traku ohranila zunanja podoba vasi z značilnimi ograjami na gankih, vinsko trto – beniko, ozkimi prehodi med hišami - landronami in strešniki – korci. Rušilni potresi v letih 1976, 1998 in 2004 so vas popolnoma spremenili. 

## Znamenitosti

### Cerkev sv. Nikolaja
Po izročilu naj bi prvo kapelico na tem mestu zgradil neomoženi stric iz hiše št. 35. Cerkev je zanesljivo stala že v 15. stoletju, l. 1486 jo v popotnih dnevnikih omenja Paolo Pietro Santonino. Stari gotski prezbiterij je trostrano zaključen, opremljen s šivanimi robovi in opasan s talnim zidcem. Po eno šiljasto okno se nahaja v severovzhodni in jugovzhodni stranici prezbiterija. Cerkev je bila večkrat prenovljena. Ob obnovi cerkve po zadnjih potresih so pod ometom odkrili freske. Današnja cerkvena ladja je znatno širša od prvotne in je bila zgrajena l. 1927. V notranjosti je prezbiterij baročno prezentiran in ima v centru lep kamnit inkrustriran oltar. Sohi slovanskih cerkvenih apostolov Cirila in Metoda ter kip Boga Očeta na vrhu oltarja je izdelal l. 1891 Matevž Kokelj iz Cerknega. Prvi stalno naseljeni duhovnik v vikariatu Kred je bil Frančišek Gori l. 1809. 

### Sveti Volar in cerkev sv. Volarja
V bližini vasi stoji na istoimenskem griču tudi cerkev svetega Volarja. Sledovi naselitve griča segajo v bronasto dobo (ok. 1300 pr. n. št), ohranjeno je gradišče z dvojnim obzidjem. Italijanski arheolog dr. Carlo Marchesetti je leta 1892 ob cerkvi odkril bronastodobno keramiko. Gradišče na hribu Sv. Volarja je s sosednjim gradiščem na Deru (na levem bregu Nadiže) predstavlja dobro utrjeno vojaško zaporo, ki je varovala prometnico po dolini Nadiže. Ljudem z gradišča je dodatno zatočišče zagotavljala Pelerinčeva jama ob vznožju hriba. Arheologi domnevajo, da je bila vzpetina stalno naseljena od bronaste dobe do srednjega veka
Po ljudskem izročilu naj bi nekoč tu prebivali Gejdi, ki so bili po veri pogani. Domišljija jim je pripisala izredno velikost, saj naj bi sedeli na skali za ogromno skalnato mizo in noge med obedom umivali v Nadiži, z velikimi koraki pa so se prestopali z Matajurja na Mijo in z Mije na Stol. Prepričani so bili, da jih nihče ne more pregnati iz teh krajev, razen tistega, ki bi jim razbil železno skledo, ki so jo častili kot malika. To naj bi uspelo oglejskemu škofu in mučencu sv. Hilariju (umrl verjetno l. 283 v času cesarja Numerijana). Gejdi so se odselili, sv. Hilarija pa so kaznovali tako, da so ga zvezanega vrgli v Nadižo. Zaradi tega je ta svetnik postal priprošnjik za dež in cerkev, posvečena njemu, je bila že v srednjem veku cilj romarskih procesij v sušnih mesecih. Cerkev je posvetil l. 1486 škof iz Caorle Pietro Carli. Cerkev so popravili in razširili ter ob zahodno mejo prizidali zvonik l. 1895. Z opuščanjem romarske funkcije je cerkev propadala, leta 1975 je bila zasilno obnovljena, potrebna pa je bila celovitejša obnova, ki jo je vodil krejski župnik Stanislav Uršič. Od leta 1987 se v cerkvi spet opravlja sakralna služba. Cerkev je bila ponovno obnovljena po potresih po letu 1998.

### Pelerinčeva jama
Pod strmimi stenami Mije se nahaja tudi Pelerinčeva jama, ki je v literaturi poznana tudi pod imeni Kovačeva, Turjeva ali Obernejzova jama. V starejši literaturi se omenja kot Grotta di S. Ilario di Robic. Jama je v notranjosti sajasta, kar pomeni, da so v njej kurili, v jami so našli tudi oglodane kosti takratne divjadi med njimi jamskega medveda. Pri manjših sondiranjih l. 1890 je itaalijanski arheolog dr. Carlo Marchesetti naletel na keramične najdbe iz bronaste dobe (14. – 13. st. pr. n. št), ki so ležale v kulturni plasti pod površjem. Hkrati so našli tudi bronasto iglo z ušescem. Te prazgodovinske najdbe hrani muzej v Vidmu. Dve leti kasneje (1892) je Marchesetti odkril bronastodobno keramiko tudi pri cerkvi sv. Volarja (Hilarija) na griču nad jamo. V bronasti dobi ljudje jame niso več uporabljali kot prebivališče, ampak je verjetno služila prebivalcem gradišča na griču sv. Volarja (317 m) kot zatočišče v stiski. Kot pribežališče pa je verjetno služila še kasneje. V ustnem izročilu še danes velja, da je jama daljša in povezana z Landarsko jamo v Beneški Sloveniji.
Kdo je prvi naselil gradišče z dvojnim obzidjem, v katerega so vodila dvojna vrata, grič sam pa je bil še dodatno zavarovan s strmim skalnatim prepadom, danes ni jasno. Verjetno je bila naloga teh naseljencev varovati poti skozi sotesko, ki jo je Nadiža vklesala med Mijo in Matajurjem, po kateri je vodila pot v Furlansko nižino. Obramba je bila okrepljena s postojanko na gradišču Der na levem bregu Nadiže. Prastari mojstri lončarstva so morda s svojimi izdelki tudi trgovali, v glavnem pa so se preživljali s kmetijstvom, lovom in ribolovom. Francesco Musoni, ki je opisal prazgodovinske ostanke prvih prebivalcev Nadiške doline, jih je imenoval »lovci na medvede«. Po ostankih, najdenih v jamah, je sklepal, da so tod živeli »pol divji ljudje«, ki so uporabljali grobo kamnito orodje oziroma orodje, izdelano iz kosti, šele v zadnjem obdobju pa tudi bronasto.

## Znane osebnosti
V Kredu so bili rojeni in/ali živeli in ustvarjali pesniki:
- Joža Lovrenčič
- Andrej Čebokli
- Ivan Rob